# Graeme Williams
Graeme Williams (* 1961) je jihoafrický fotograf známý svou fotožurnalistikou během přechodu k demokracii v Jihoafrické republice a svými dokumentárními projekty po apartheidu.

## Kariéra
Williams se narodil v roce 1961 v Kapském Městě, kde také získal bakalářský titul v oboru geologie a statistika na Univerzitě v Kapském Městě. Jeho první práce jako fotografa byla pro Cape Times jako fotograf nemovitostí. Po přestěhování do Johannesburgu v roce 1988  začal v roce 1989 pracovat pro agenturu Reuters a fotografoval opozici vůči apartheidu a přechod od apartheidu k Africkému národnímu kongresu. V roce 1991 začal přispívat do agentury Afrapix, kolektivu dokumentárních fotografů zachycujících apartheid pro použití v novinách po celém světě. 
Williams pracoval jako fotoreportér až do roku 1994. Ve videu pro Victoria and Albert Museum Williams řekl: „Na konci roku 1994 jsem měl skutečně silný pocit, že jsem nikdy ve skutečnosti nechtěl být fotografem fotožurnalistického typu nebo dokumentovat válku a násilí. Chtěl jsem už říci: 'Dobře, úplně s tím přestanu,' a nikdy jsem znovu nedělal takové tvrdé fotožurnalistické zprávy." Po přechodu Jihoafrické republiky k demokracii se Williams zaměřil na vybrané časopisy a dokumentární projekty. Mnoho jeho fotografií se zaměřuje na jihoafrickou společnost a dokumentuje osobní životy jednotlivců. 
Williams publikoval své práce v jihoafrických a mezinárodních publikacích, včetně takových jako jsou například: National Geographic, Time, Newsweek, Stern, Sunday Telegraph Magazine, New York Times Magazine, Photography (UK), Marie Claire (UK), The Guardian Weekend Magazine, Leadership ( Jihoafrická republika), Los Angeles Times, Sunday Times (UK), The Evening Standard Magazine (Velká Británie), Die Woche (Německo), Die Zeit, Greenpeace, Optima (SA), The Scotsman, The Financial Times (UK), The Baltimore Sun, The Independent, The Australian nebo Colours. 

## Publikace

### Publikace od Williamse
- The Floor. Auckland Park [Johannesburg]: Purple Box, 1996. ISBN 0620207817. Fotografie: Williams, text: David Gleason. Dokumentuje poslední rok otevřeného obchodování na burze v Johannesburgu.
- The Inner City: Exploring isolation through life in Johannesburg. (Vnitřní město: Zkoumání izolace prostřednictvím života v Johannesburgu.) Auckland Park [Johannesburg]: Purple Box, 2000. ISBN 0869755331. Dokumentuje Johannesburg a zápas města s přizpůsobením se měnící se politické atmosféře.
- Graeme Williams Photographe = Graeme Williams Photographer. Montreuil: Éditions de l'oeil, 2010. ISBN 9782351370858. Text (ve francouzštině a angličtině): Gary Van Wyk.
- The Edge of Town (Okraj města) Jihoafrická republika: Cactus Press, 2008. OCLC 927141178. Linden: Highveld Press, 2011. ISBN 9780620501590.
- A City Refracted (Zlomené město) Johannesburg: Jacana Media, 2015. ISBN 9781431421640.

### Publikace s příspěvky Williamse
- Paul Weinberg, ed. Then & Now: Eight South African Photographers. Johannesburg: Highveld Press, 2008. ISBN 9780620423274. Fotografie: David Goldblatt, George Hallett, Eric Miller, Cedric Nunn, Guy Tillim, Paul Weinberg, Graeme Williams, Gisèle Wulfsohnová.
- Figures and Fictions: Contemporary South African Photography. (Postavy a fikce: Současná jihoafrická fotografie.) Göttingen: Steidl; Londýn: Victoria and Albert Museum, 2011. ISBN 9783869302669; ISBN 9783869303062. Fotografie: David Goldblatt, Santu Mofokeng, Guy Tillim, Pieter Hugo, Zwelethu Mthethwa, Berni Searle, Jodi Bieber, Terry Kurgan, Zanele Muholiová, Hasan and Husain Essop, Roelof van Wyk, Graeme Williams, Kudzanai Chiurai, Sabelo Mlangeni, Jo Ractliffe, Mikhael Subotzky a Nontsikelelo Veleko.

## Ocenění
- 2011: Cena a výstava Picture Essay Documentary, která putovala do všech velkých jihoafrických měst. [7]
- 2013: Cena Ernesta Colea, Univerzita v Kapském Městě, za A city refacted[8]

## Sbírky
Williamsovo dílo se nachází v následujících stálých veřejných sbírkách:
- Univerzita v Kapském Městě, Jihoafrická republika[9]
- Národní muzeum afrického umění, Washington, DC[10]